# أوي والتر
أوي والتر (بالألمانية: Uwe Walter)‏ هو صحفي ألماني، ولد في 23 أكتوبر 1962 في روتنبورغ أن در فولدا في ألمانيا.